# マトニア科
マトニア科 Matoniaceae は、薄嚢シダ類ウラジロ目に分類される大葉シダ植物の科の1つである。現生のものは2属4種からなる小さな科であるが、中生代には世界中で広く見つかるコスモポリタンであった。

## 形態

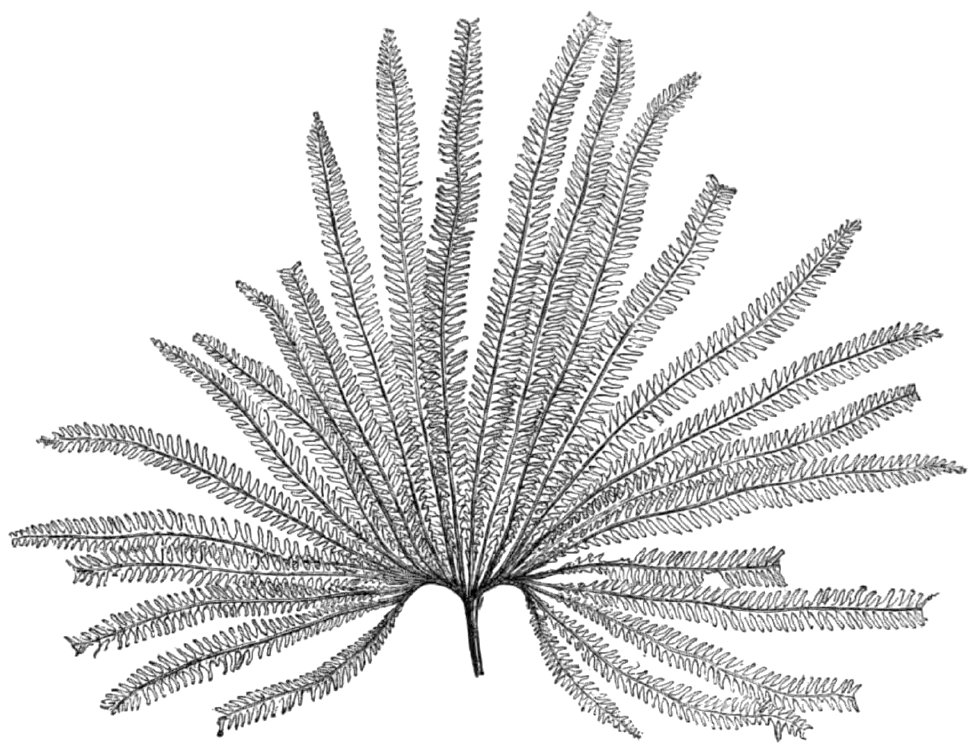
の葉の形態

ウラジロ科に似ているが、根茎の内部構造が複雑で、中心柱の環が複数同心円状に並ぶ多環両篩管状中心柱（polycyclic solenostele）と呼ばれる中心柱を形成する。大きな根茎では、3本の包囲維管束環を持つ。
葉は叉状分岐を繰り返す。マトニア属の葉柄は2 m（メートル）以上に達し、クジャクシダのように先端で葉軸が二つに分かれ、それぞれが引き続き何回か不等叉状分岐して羽片が形成される。羽片は羽状中裂し、50 cm にも達する。また、マトニア属の葉は異形葉性 (heteroblasty) を示す。
胞子嚢群の配列や胞子嚢の構造はウラジロ科と似ているが、胞子嚢群が包膜に覆われている点は異なっている。胞子嚢群は羽片の中肋の両側に1列に生じる。それぞれの胞子嚢群は、胞子嚢床の周りに並んだ数個の大きな胞子嚢からなり、胞子嚢床に傘状の包膜の柄が接続する。同じ胞子嚢群内の胞子嚢が同時に成熟する斉熟型で、短い柄と斜めの環帯を持つ。ただし、化石属であるMatonidium は弱く広がった胞子嚢床を持ち、Phlebopteris は包膜を欠く。
配偶体の形態は葉状体状の緑色の前葉体で、顕著な中肋と波打った辺縁を持つ。配偶体の形態や造精器壁が数細胞から構成されていることも、ウラジロ科と共通する。

## 分布と生育環境
現生種の分布域は限られ、ボルネオ島、マレー半島、ニューギニア島に分布している。日本には生息しない。
マトニア属のタイプ種 M. pectinata は、限られた地域の1000 m 以上の高標高の稜線で、少し日が射し込む程度の林床の痩地に群生している。現在では東南アジアにしか分布しないが、湿原の安定した水環境の中で生き残ってきたと考えられる。

### 化石記録
三畳紀や白亜紀からの化石記録が知られる。少なくとも13属が認識され、中生代にはマトニア科はコスモポリタンであった。北半球の高緯度地域や南米チリ中南部のコチョルゲの泥炭、更には南極からも見つかっている。
中生代で最もよく見つかる属は、Phlebopteris、Matonidium およびマトニア属の3属である。

## 分類と系統

### 系統関係
マトニア科はコープランド (1947) の分類体系やピキセルモリ (1977) の分類体系など、シダ類の分類体系において古くから独立した科として認識されていた。また、その形態からウラジロ科との類縁関係が示唆されていた。
分子系統樹では、ヤブレガサウラボシ科と姉妹群をなし、さらにそのクレードがウラジロ科と姉妹群をなして、ウラジロ目を構成する。ヤブレガサウラボシ科とは三畳紀に分岐したと考えられている。
ウラジロ目内の科の系統関係は以下の通りである。

|  | ウラジロ科 Gleicheniaceae                                                                    |
|  |                                                                                              |
|  | \| \| マトニア科 Matoniaceae \| \| \| \| \| \| ヤブレガサウラボシ科 Dipteidaceae \| \| \| \| |
|  |                                                                                              |
|  | マトニア科 Matoniaceae                                                                       |
|  |                                                                                              |
|  | ヤブレガサウラボシ科 Dipteidaceae                                                            |
|  |                                                                                              |

|  | マトニア科 Matoniaceae            |
|  |                                   |
|  | ヤブレガサウラボシ科 Dipteidaceae |
|  |                                   |

### 下位分類
現生属は Hassler (2004–2024)、化石分類群は van Konijnenburg-van Cittert (1993) および Nagalingum & Cantrill (2006)に基づく。
マトニア科 Matoniaceae C.Presl (1847)
- マトニア属 Matonia R.Br. ex Wall. (1829)
  - Matonia pectinata R.Br. ex Wall. (1829)
  - Matonia foxworthyi Nagalingum & Cantrill (2006)
  - †Matonia jeffersonii Copel. (1909)
  - †Matonia braunii (Goeppert) Harris (1980)
  - †Matonia mesozoica Appert (1973)
  - †Matonia brownii (Rushforth) van Konijnenburg-van Cittert (1993)
    - †M. brownii var. magnipinnulum Rushforth (1970)
- ファネロソルス属 Phanerosorus Copel. (1905)
  - Phanerosorus sarmentosus (Baker) Copel. (1909)
  - Phanerosorus major Diels (1932)
- †Aninopteris Givulescu & Popa (1998)
- †Delosorus Skog (1988)
- †Knowltonella Berry (1911)
- †Matonidium Schenk (1871)
- †Matoniella Hirmer & Hoerhammer (1936)
- †Nathorstia Heer (1880)
- †Phlebopteris Brongniart (1836)
- †Piazopteris Lorch (1967)
- †Selenocarpus Schenk (1867)
- †Weichselia Stiehler (1857)